# Bravo (televízióadó)
A Bravo egy brit televíziós csatorna volt, mely a LivingTV Group és a BSkyB egyik leányvállalatának tulajdona volt. A csatorna 1985. december 31-én indult, és 2011. január 1-én fejezte be a sugárzást. A csatornán a kezdetekben a 20-as és 40-es évek fekete-fehér filmjeit mutatták be, később a 80-as években a Knight Rider és MacGyver sorozatnak is itt adott otthont a csatorna.

## Története
A csatorna 1985. december 30-án mint kábelcsatorna kezdte meg a sugárzást az United Artist Programming által. A csatornán a kezdetekben elsősorban fekete-fehér filmeket lehetett látni, és a csatorna az ún. kazettás korszak szolgáltatása volt, így a kábel fejállomásokon indították el az előre felvett műsort.
1991-ben az United Artist egyesült a TCI (jelenleg Liberty Media) részvényessel, hogy az Egyesült Államok legnagyobb kábelszolgáltatója legyen. A TCI és az USA West közös céget alapított, mely 1992-ben Telewest Communication néven működött. 1993-ban tárgyalásokat folytattak a Tele-Communications Inc. céggel, melynek eredményeképpen úgy volt, hogy a Flextech megszerzi a TCI részvényeket. Januárban végül kiegészült a cég a TCI-vel, mely lehetővé tette a Flextech 60,4% megszerzését.

## Sky
1993. július 22-én a Bravo felkerült az Astra 1C műholdjára, ahol a Sky Multichannels részeként kezdte meg sugárzását. A csatorna a műhold elindulásával dél és éjfél között sugárzott egészen 1997. február 3-ig, amikor a Trouble nevű csatorna elindult, és átvette a csatorna délutáni és kora esti óráit, így a Bravo 20.00 és 06:00 között sugárzott.

## Virgin Media
2005. augusztus 28-án a csatornán bemutatásra került  a Serie A olasz labdarúgó játék, mely a korábban a Channel 4-en futó Football Italia hangulatára emlékeztetett. Azonban a gyenge nézettségi adatok miatt először a heti Gazetta Football Italia show tűnt el a képernyőről, majd a csatorna 2006. december 23-a után teljesen leállította az olasz labdarúgás közvetítését. A csatornán az Ultimate Fighting Championship volt a legnagyobb siker, melyhez a brit jogokat kizárólag ez a csatorna birtokolta, mely archívumokból, valamint a közelmúlt eseményei közül válogat. Az élő jogokat jelenleg a BT Sport birtokolja. Ehhez kapcsolódik a The Ultimate Fighter show-műsor is.
2007. januárjától a Bravo 2 csatorna szerezte mega  Total Nonstop Action Wrestling jogait, mely két napos késéssel mutatta be az amerikai TNA iNPACT műsorát. A műsor 2011. február 3-án a Challenge csatornára költözött, és jelenleg Impact Wrestling néven fut. 2008. január 5-én a TNA iNPACT átkerült a Bravora. A TNA Wrestling a Bravo csatornával 18. hónap szerződést írt alá, melyet 2008. július 1-én további 18 hónapra meghosszabbították.
2008. június 3-tól a Bravo és a többi Living TV Group tulajdonában lévő csatornák 16:9-es képformátumban kezdtek sugározni. A csatornán a Bravo logó helyett a Bravo szó volt látható.
2010. szeptember 15-én a BSkyB bejelentette, hogy megszünteti a Bravo és a Bravo 2 csatornáját.
2011. január 1-én 04:00-kor megszűnt a Bravo sugárzása minden platformon. Az utolsó sugárzott műsor a Világ leglátványosabb videói voltak.

## Újraindítás
2013 augusztusában a BSkyB bejegyezte a Sky Bravo védjegyét, és engedélyt kaptak a csatorna újraindításához, azonban azóta nem történt semmi, a csatorna nem indult el.